# Belonefobie
Belonefobie (Grieks: βελόνη belóne, naald en φόβος phobos, angst), ook wel naaldenfobie genoemd, wordt omschreven als een angst voor scherp, spitse voorwerpen zoals pinnen, spelden, naalden en injectienaalden. Een belonefobie hangt vaak nauw samen met een bloedfobie oftewel hematofobie.
Personen met een angst voor naalden ervaren een vorm van angst en emotionele beroering die compleet ontwrichtend werkt in hun dagelijkse bezigheden.
Ongeveer 10% van de Amerikaanse bevolking heeft last van een naaldenfobie. Het komt heel vaak voor dat kinderen een angst voor naalden hebben. De meeste kinderen groeien hier volledig overheen naarmate ze ouder worden. Wanneer hier geen serieuze aandacht aan besteed wordt, ontstaat er mogelijk op latere leeftijd een zeer ernstige vorm van een naaldenfobie waardoor vaak medische zorg vermeden zal worden.
Een herinnering van wanneer de fobie is ontstaan is vaak alleen de eerste herinnering van een fobische reactie. De traumatische gebeurtenis zelf is meestal een routineprocedure die zonder al te veel problemen is verlopen.
Sommige personen voelen in geringe mate een oncomfortabel gevoel wanneer ze blootgesteld worden aan hun angst voor naalden terwijl anderen door hun angst voor naalden medische behandelingen totaal vermijden.